# Zekelita lilacea
Zekelita lilacea là một loài bướm đêm trong họ Erebidae.